# 陵城区
陵城区是中国山东省德州市所辖的一个市辖区。地处鲁西北平原，位于北京、天津、济南之间，素有“京津门户，九达天衢”之称。 區人民政府駐臨齊街道中興路155號。

## 歷史
元朝时，为陵州，属河间路。明朝洪武元年（1368年）降为陵县，属济宁府。二年七月改属德州。洪武七年七月，省入德州。洪武十三年（1380年）十一月，复置陵县，属济南府。1943年，为纪念牺牲的陵县第一任抗日民主政府县长吴匡五，中共政权将之改为匡五县。1949年，复名陵县，属泺北专区。1950年，属德州专区。1952年，撤消陵县，并入德县。1961年，恢复陵县。1967年，属德州地区。1994年12月，属德州市。2014年10月29日，撤陵县设立德州市陵城区。

## 人口
根据第七次全国人口普查数据，截至2020年11月1日零时，常住人口486794人。

## 行政区划
陵城区下辖2个街道办事处、10个镇、1个乡：
安德街道、临齐街道、郑家寨镇、糜镇、宋家镇、徽王庄镇、神头镇、滋镇、前孙镇、边临镇、义渡口镇、丁庄镇和于集乡。

## 交通
- 104国道过境。

## 教育
- 大学：
  - 德州科技职业学院（新校区）

## 名人
- 孙清云，中共陕西省委副书记。
- 李国辉，中国人民解放军中将。